# Slut Puppies
Slut Puppies ist eine US-amerikanische Pornofilmreihe des Produktionsstudios Jules Jordan Video. Regisseur der Reihe ist Jules Jordan.
Von 2005 bis 2020 wurden 16 Teile der Serie gedreht. Alle Teile der Serie sind sowohl als DVD als auch als Download erhältlich. Die Reihe gehört dem Genre Gonzo an, das heißt, es handelt sich bei den Filmen lediglich um eine Aneinanderreihung von Sexszenen ohne Handlung.

## Darsteller
- Slut Puppies 1 (2005): Erin Moore, Hillary Scott, Holly Wellin, Jasmine Byrne, Julea London, Leah Luv, McKenzie Lee, Tory Lane[2]
- Slut Puppies 2 (2006): Shawna Lenee, Teagan Presley, Mia Rose, Sunny Lane, Amy Reid, Sasha Grey[3]
- Slut Puppies 3 (2009): Allyssa Hall, Andi Anderson, Ashley Jensen, Dakoda Brookes, Kagney Linn Karter, Lexi Belle[4]
- Slut Puppies 4 (2010): Amia Moretti, Jenna Presley, Katie St Ives, Kenna Kane, Melanie Rios, Natalia Rossi[5]
- Slut Puppies 5 (2011): Abella Anderson, Adriana Luna, Holly Michaels, Lily Carter, Skin Diamond, Stevie Shae[6]
- Slut Puppies 6 (2012): Molly Bennett, Lizz Tayler, Ash Hollywood, Sasha Hall, Riley Reid[7]
- Slut Puppies 7 (2013): Rikki Sixx, Kennedy Leigh, Jessie Andrews, Zoey Monroe, Staci Silverstone[8]
- Slut Puppies 8 (2014): Zoey Monroe, Noelle Easton, Jillian Janson, Alina Li, Keisha Grey[9]
- Slut Puppies 9 (2015): Cindy Starfall, Dakota Skye, Carter Cruise, Ariana Marie[10]
- Slut Puppies 10 (2016): Marsha May, Marley Brinx, Megan Rain, Aubrey Star, Uma Jolie[11]
- Slut Puppies 11 (2016): Veronica Rodriguez, Janice Griffith, Alex Grey, Lana Rhoades[12]
- Slut Puppies 12 (2018): Gia Derza, Karlee Grey, Gina Valentina, Uma Jolie, Honey Gold[13]
- Slut Puppies 13 (2018): Gianna Dior, Emily Willis, Kristen Scott, Kali Roses[14]
- Slut Puppies 14 (2019): Autumn Falls, Gianna Dior, Alina Lopez, Jane Wilde, Khloe Kapri[15]
- Slut Puppies 15 (2020): Autumn Falls, Vina Sky, Khloe Kapri, Alex De La Flor[16]
- Slut Puppies 16 (2023): Dakota Tyler, Emma Rosie, Kiara Cole, Layla Jenner, XxLayna Marie, Jules Jordan
- Slut Puppies 17 (2024): Braylin Bailey, Brianna Arson, Hazel Heart, Katie Kush, Kiara Cole, Mochi Mona, Jules Jordan

## Auszeichnungen
- 2005: XRCO Award – Best Gonzo Release für Vol. 1[17]
- 2006: AVN Award – Best Gonzo Release für Vol. 1[18]
- 2020: XBIZ Award – Gonzo Series of the Year[1][19]